# Ecuador Open Quito 2015
Ecuador Open Quito 2015 byl tenisový turnaj mužů na profesionálním okruhu ATP World Tour, hraný v místním areálu na otevřených antukových dvorcích. Konal se mezi 2. až 8. únorem 2015 v ekvádorské metropoli Quitu jako první ročník obnoveného turnaje.
Řadil se do kategorie ATP World Tour 250. Do dvouhry nastoupilo dvacet osm hráčů a ve čtyřhře startovalo šestnáct párů. Celkový rozpočet činil 494 310 dolarů. Nejvýše nasazeným hráčem ve dvouhře se stal čtrnáctý tenista světa Feliciano López ze Španělska, který prohrál ve finále s dominikánským hráčem Víctorem Estrellou Burgosem. Ve 34 letech se tak stal nejstarším hráčem v otevřené éře tenisu, jenž vybojoval svůj první turnajový titul. Stal se také prvním dominikánským tenistou ve finále singlového turnaje. Deblovou soutěž opanovala německá dvojice Gero Kretschmer a Alexander Satschko. Všichni vítězové tak získali na okruhu ATP Tour premiérový titul.

## Rozdělení bodů
| Soutěž       | vítězové | finalisté | semifinalisté | čtvrtfinalisté | 16 v kole | 32 v kole | Q  | Q3 | Q2 | Q1 |
| ------------ | -------- | --------- | ------------- | -------------- | --------- | --------- | -- | -- | -- | -- |
| dvouhra mužů | 250      | 150       | 90            | 45             | 20        | 0         | 12 | 6  | 0  | 0  |
| čtyřhra mužů | 250      | 150       | 90            | 45             | 0         |           |    |    |    |    |

## Dvouhra mužů

### Nasazení
| Stát                          | Hráč                   | ATP | Nasazení |
| ----------------------------- | ---------------------- | --- | -------- |
| Španělsko                     | Feliciano López        | 14. | 1.       |
| Kolumbie                      | Santiago Giraldo       | 32. | 2.       |
| Španělsko                     | Fernando Verdasco      | 33. | 3.       |
| Slovensko                     | Martin Kližan          | 34  | 4        |
| Itálie                        | Paolo Lorenzi          | 64. | 5.       |
| Brazílie                      | Thomaz Bellucci        | 65. | 6.       |
| Srbsko                        | Dušan Lajović          | 68. | 7.       |
| Dominikánská republika        | Víctor Estrella Burgos | 77. | 8.       |
| Žebříček ATP k 19. lednu 2015 |                        |     |          |

### Jiné formy účasti

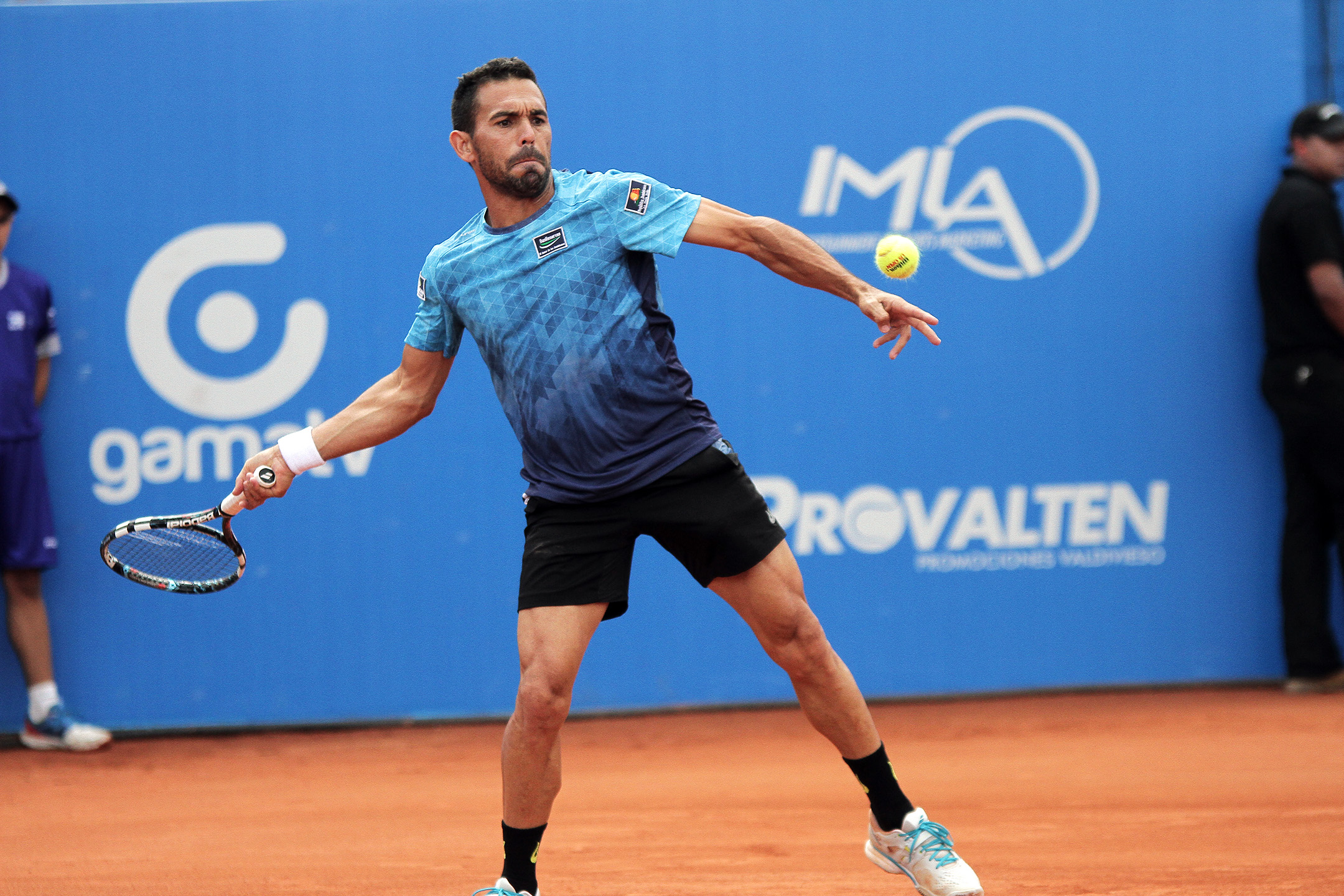
Víctor Estrella Burgos ve finále dvouhry

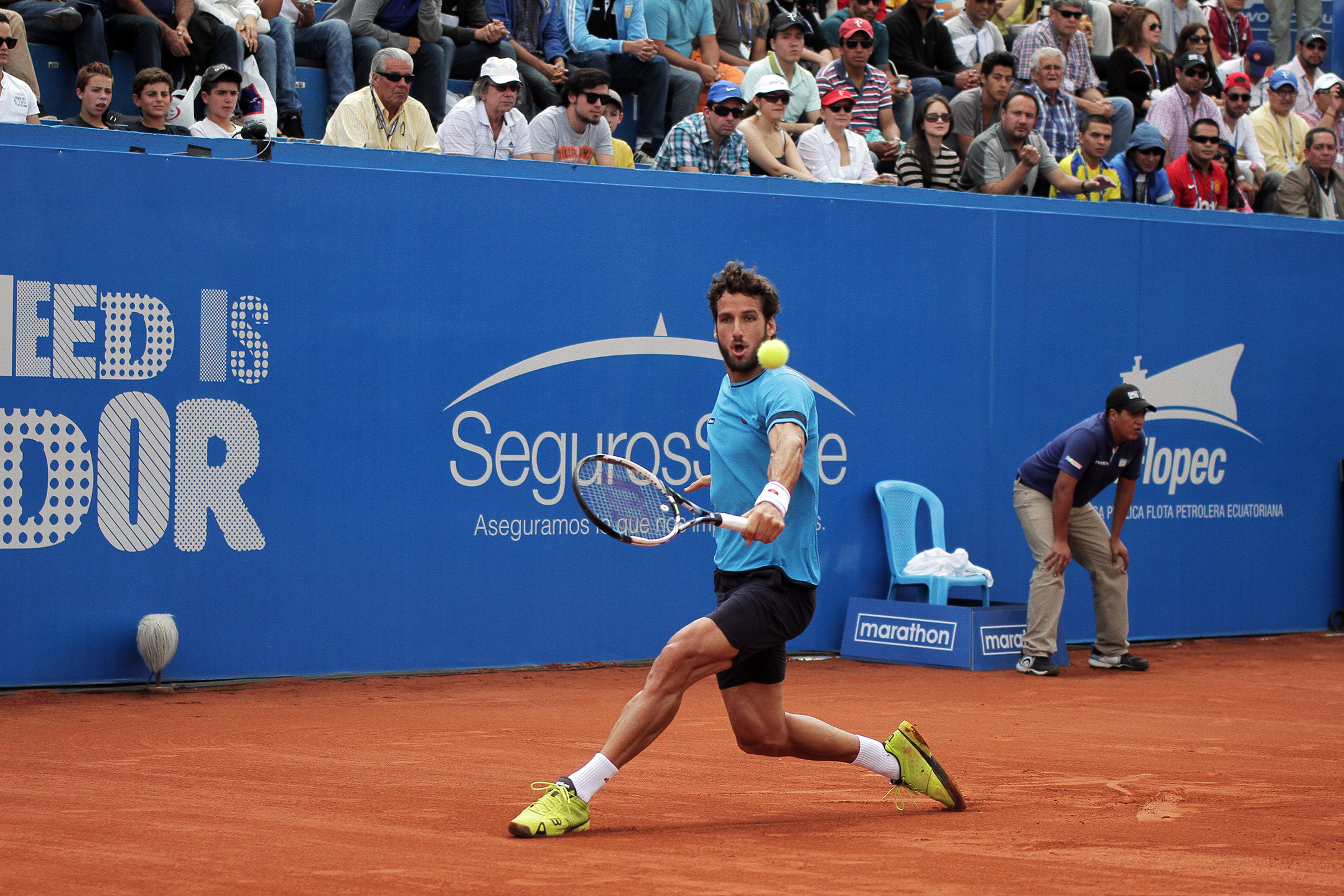
Feliciano López ve finále dvouhry

Následující hráčí obdrželi divokou kartu do hlavní soutěže:
- Gonzalo Escobar
- Márton Fucsovics
- Giovanni Lapentti

Následující hráči postoupili z kvalifikace:
- André Ghem
- Nicolás Jarry
- Gerald Melzer
- Renzo Olivo

### Odhlášení
před zahájením turnaje
- Samuel Groth → nahradil jej Jevgenij Donskoj
- Filip Krajinović → nahradil jej Adrián Menéndez-Maceiras
- Pere Riba → nahradil jej Facundo Argüello
- Jimmy Wang → nahradil jej Luca Vanni

## Mužská čtyřhra

### Nasazení
| Stát                                                                                    | Hráč              | Stát     | Hráč            | ATP  | Nasazení |
| --------------------------------------------------------------------------------------- | ----------------- | -------- | --------------- | ---- | -------- |
| Filipíny                                                                                | Treat Conrad Huey | USA      | Scott Lipsky    | 85.  | 1.       |
| Španělsko                                                                               | Feliciano López   | Rakousko | Oliver Marach   | 119. | 2.       |
| Švédsko                                                                                 | Johan Brunström   | USA      | Nicholas Monroe | 132. | 3.       |
| Brazílie                                                                                | Marcelo Demoliner | USA      | Austin Krajicek | 171. | 4.       |
| Žebříček ATP k 19. lednu 2015; číslo je součtem žebříčkového postavení obou členů páru. |                   |          |                 |      |          |

### Jiné formy účasti

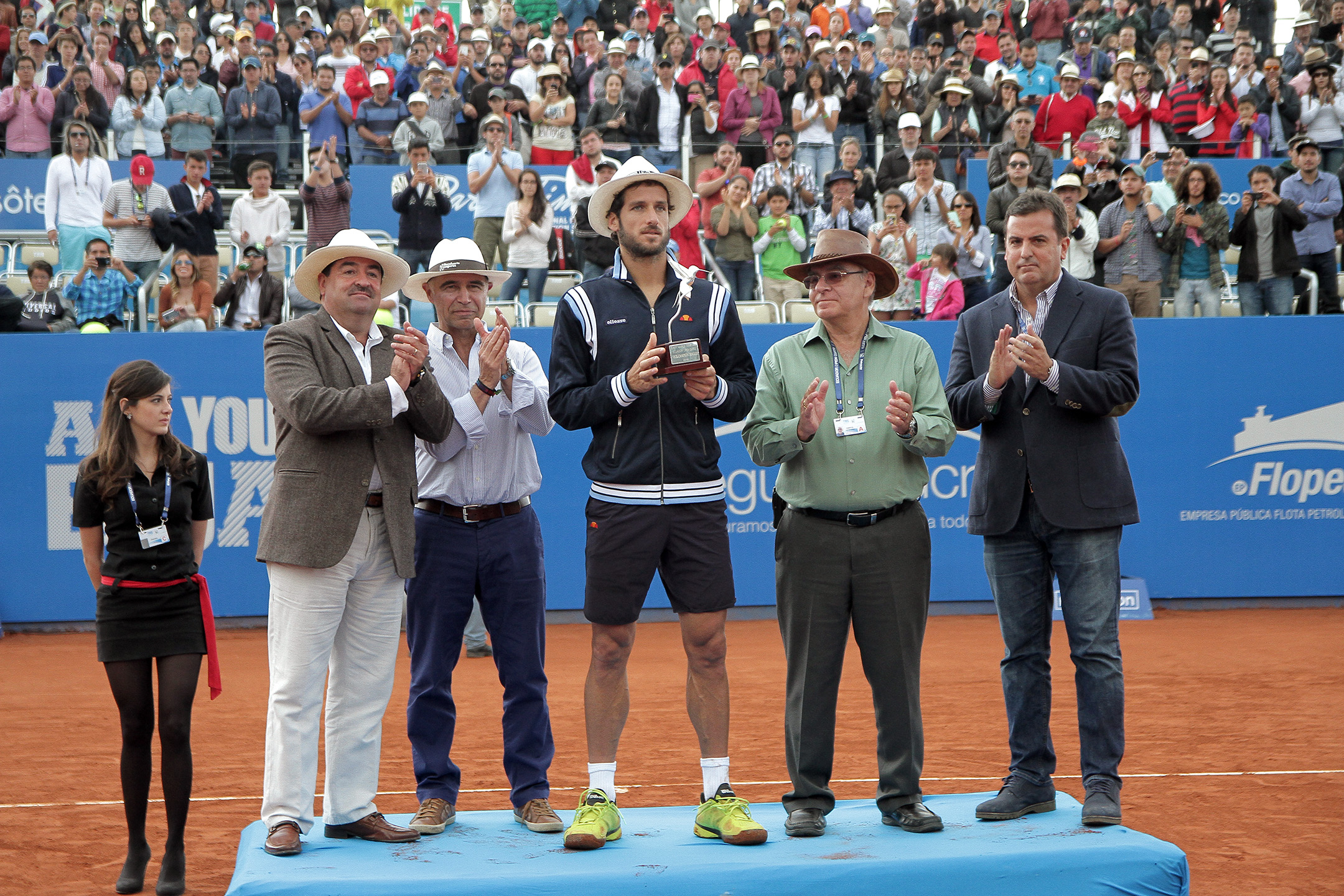
Feliciano López s trofejí pro poraženého finalistu

Následující páry obdržely divokou kartu do hlavní soutěže:
- Nicolás Jarry /  Giovanni Lapentti
- Sergio Pérez-Pérez /  Fernando Verdasco

Následující pár nastoupil do soutěže z pozice náhradníka:
- Gero Kretschmer /  Alexander Satschko

### Odhlášení
před zahájením turnaje
- Facundo Argüello (žaludeční potíže)

## Přehled finále

### Mužská dvouhra
- Víctor Estrella Burgos vs.  Feliciano López, 6–2, 6–7(5–7), 7–6(7–5)

### Mužská čtyřhra
- Gero Kretschmer /  Alexander Satschko vs.  Víctor Estrella Burgos /  João Souza, 7–5, 7–6(7–3)